# For Love of Ivy
For Love of Ivy ist ein Song, der von Quincy Jones (Musik) und Bob Russell (Text) geschrieben und 1968 veröffentlicht wurde.

## Hintergrund
Quincy Jones und Bob Russell schrieben den Song für den Blaxploitation-Film Liebling (For Love of Ivy (1968), Regie: Daniel Mann), in dem Sidney Poitier, Abbey Lincoln und Beau Bridges Hauptrollen hatten. Es war einer der ersten Mainstream-Hollywood-Filme, der eine romantische Beziehung zwischen einem afroamerikanischen Paar abbildete. Das Lied, das in dem Film von Shirley Horn vorgestellt wurde, erhielt 1969 eine Oscar-Nominierung in der Kategorie Bester Song.
Das Soundtrack-Album erschien 1968 bei ABC-Paramount (ABCS-OC-7).
For Love of Ivy wurde Ende der 1960er-Jahre von zahlreichen Musikern und Bands aufgenommen, u. a. von Rita Moss, Phil Bodners Brass Ring, Woody Herman and His Orchestra, dem Orchester von Hugo Montenegro und The Tymes.